# شتاء الذكاء الاصطناعي
شتاء الذكاء الاصطناعي هو فترة في تاريخ الذكاء الاصطناعي انخفض فيها التمويل والاهتمام بأبحاث هذا المجال. شهد المجال العديد من دورات الضجيج، تلتها خيبة الأمل والنقد، ثم تخفيضات التمويل، ولحقها اهتمام متجدد بعد سنوات أو عقود، يرتبط المصطلح بمصطلح أوسع اقليميًا وهو الشتاء النووي، الذي يعبّر عن حالة الطقس التي يمكن أن تعقب الحروب النووية.
ظهر المصطلح لأول مرة في عام 1984 بصفته موضوعًا لمناقشة عامة في الاجتماع السنوي لجمعية النهوض بالذكاء الاصطناعي (AAAI) والتي كانت تسمى آنذاك «الجمعية الأمريكية للذكاء الاصطناعي». حذر روجر شانك ومارفن مينسكي - وهما باحثان رائدان في مجال الذكاء الاصطناعي شهدا «شتاء» السبعينيات - مجتمع الأعمال من أن الحماس للذكاء الاصطناعي قد خرج عن السيطرة في الثمانينيات وأن خيبة الأمل ستتبع ذلك بالتأكيد. ووصفوا سلسلة من ردود الفعل، تشبه «الشتاء النووي»، والتي ستبدأ بالتشاؤم في مجتمع الذكاء الاصطناعي، ويليه تشاؤم في الصحافة، ويليه خفض حاد في التمويل، ويليه نهاية الأبحاث الجادة. بعد ثلاث سنوات بدأت صناعة الذكاء الاصطناعي التي تبلغ قيمتها مليار دولار بالانهيار.
كان هناك شتاءين رئيسين تقريبًا: في الفترة من 1974 إلى 1980 وفي الفترة من 1987 إلى 2000، والعديد من الحلقات الأصغر، وتتضمن ما يلي:
- 1966: إخفاق الترجمة الآلية
- 1969: نقد البيرسيبترون (شبكة عصبونية اصطناعية مبكرة ذات طبقة واحدة)
- 1971-1975: إحباط داربا من برنامج أبحاث التعرف على الكلام في جامعة كارنيغي ميلون
- 1973: انخفاض كبير في أبحاث الذكاء الاصطناعي في المملكة المتحدة نتيجةً لتقرير لايتهيل
- 1973-1974: استقطاعات داربا من أبحاث الذكاء الاصطناعي الأكاديمية عامةً
- 1987: انهيار سوق جهاز ليسب
- 1988: إلغاء الإنفاق الجديد على الذكاء الاصطناعي بواسطة مبادرة الحوسبة الإستراتيجية

- تسعينيات القرن العشرين: تُرِك العديد من الأنظمة الخبيرة
- تسعينيات القرن العشرين: نهاية الأهداف الاصلية لمشروع حواسيب الجيل الخامس

زاد الحماس والتفاؤل بشأن الذكاء الاصطناعي عامةً منذ أدنى مستوياته في أوائل تسعينيات القرن العشرين. أدى الاهتمام بالذكاء الاصطناعي (وخاصة المجال الفرعي للتعلم الآلي) من مجتمعات البحث والشركات بدءًا من عام 2012 تقريبًا إلى زيادة كبيرة في التمويل والاستثمار، مما أدى إلى طفرة الذكاء الاصطناعي الحالية (اعتبارًا من عام 2024).

## الحلقات المبكرة

### الترجمة الآلية وتقرير اللجنة الاستشارية لمعالجة اللغة الأوتوماتيكية (ALPAC) لعام 1966
يعود أصل أبحاث معالجة اللغة الطبيعية إلى أوائل ثلاثينيات القرن العشرين، وظهرت للنور مع العمل على الترجمة الآلية. ومع ذلك، بدأت التطورات والتطبيقات المهمة في الظهور بعد نشر مذكرة وارن ويفر المؤثرة، «الترجمة الآلية للغات: أربعة عشر مقالًا» في عام 1949. أثارت المذكرة حماسًا كبيرًا داخل المجتمع البحثي. تكشفت أحداث بارزة في السنوات التالية: إذ باشرت شركة آي بي إم في تطوير أول آلة، وعيّن معهد ماساتشوستس للتقانة أول أستاذ بدوام كامل في الترجمة الآلية، وعُقد العديد من المؤتمرات المخصصة للترجمة الآلية. وبلغت هذه الاحداث ذروتها مع العرض العام لآلة آي بي إم-جورج تاون (بالإنجليزية: IBM-Georgetown machine)، والتي حظيت باهتمام واسع النطاق في الصحف المحترمة في عام 1954.
كانت وسائل الإعلام تميل إلى المبالغة في أهمية هذه التطورات، مثلها كمثل طفرات الذكاء الاصطناعي كلها التي أعقبتها شتاءاته اليائسة. أعلنت عناوين الأخبار حول تجربة آي بي إم-جورج تاون عبارات مثل «الآلة ثنائية اللغة»، و«دماغ الروبوت يترجم الروسية إلى إنجليزية الملك»، و«من بنات أفكار متعددي اللغات». ومع ذلك، فإن العرض الفعلي تضمن ترجمة مجموعة مختارة من 49 جملة روسية فقط إلى الإنجليزية، واقتصرت كلمات الآلة على 250 كلمة فقط. لتوضيح الأمور من منظور آخر، وجدت دراسة أجراها بول نيشن عام 2006 أن البشر يحتاجون إلى مفردات من حوالي 8000 إلى 9000 عائلة كلمة لفهم النصوص المكتوبة بدقة 98٪.
كانت حكومة الولايات المتحدة مهتمة خصوصًا بالترجمة الآلية الفورية للوثائق والتقارير العلمية الروسية خلال الحرب الباردة. ودعمت الحكومة جهود الترجمة الآلية بقوة بدءًا من عام 1954. كان الاهتمام الذي أبدته وكالة الاستخبارات المركزية (CIA) عاملا آخرًا دفع مجال الترجمة الميكانيكية إلى الأمام. كانت وكالة الاستخبارات المركزية تؤمن إيمانًا راسخًا بأهمية تطوير قدرات الترجمة الآلية ودعمت مثل هذه المبادرات خلال تلك الفترة، وكذلك أدركت أن هذا البرنامج له آثار تمتد إلى ما هو أبعد من مصالح وكالة الاستخبارات المركزية ومجتمع الاستخبارات.
كان الباحثون متفائلين في البداية. كان العمل الجديد الذي أنجزه نعوم تشومسكي في مجال قواعد اللغة يعمل على تبسيط عملية الترجمة، وكانت هناك «تنبؤات عديدة بإنجازات وشيكة».
قلل الباحثون مع ذلك من تقدير الصعوبة البالغة المتمثلة في فك التباس دلالة الكلمة. فمن أجل ترجمة جملة، كان لزامًا على الآلة أن يكون لديها فكرة عن معنى الجملة، وإلا فإنها سترتكب أخطاء. ومن الأمثلة المختلقة: «الروح راغبة ولكن الجسد ضعيف.» وعند ترجمتها إلى ومن الروسية، أصبحت «الفودكا جيدة ولكن اللحم فاسد.»، سيطلق الباحثون على هذه المشكلة اسم مشكلة المعرفة البديهية.
أصبح المجلس القومي للبحوث قلقًا بشأن الافتقار إلى التقدم بحلول عام 1964 وشكّل لجنة استشارية لمعالجة اللغة الآلية (ALPAC) للنظر في المشكلة. وتوصلوا في تقرير شهير صدر عام 1966 إلى أن الترجمة الآلية أكثر تكلفة وأقل دقة وأبطأ من الترجمة البشرية. أنهى المجلس القومي للبحوث كل الدعم بعد إنفاق حوالي 20 مليون دولار. دُمرت المسارات المهنية وانتهت الأبحاث.
شاركت الترجمة الآلية نفس المسار مع معالجة اللغة الطبيعية بدءًا من الأساليب القائمة على القواعد مرورًا بالأساليب الإحصائية وحتى أساليب الشبكة العصبونية، والتي بلغت ذروتها في عام 2023 في نماذج لغوية كبيرة.

### إخفاق الشبكات العصبونية أحادية الطبقة في عام 1969
أخفقت الشبكات أو الدوائر البسيطة المكونة من وحدات متصلة، بما في ذلك الشبكة العصبونية للمنطق التي ابتكرها والتر بيتس ووارن ماكولوتش ونظام سنارك (SNARC) الذي ابتكره مارفن مينسكي، أخفقت في تحقيق النتائج الموعودة وتم التخلي عنها في أواخر الخمسينيات. وبعد نجاح برامج مثل: منظّر المنطق (بالإنجليزية: Logic Theorist) وحلَّال المشكلات العام (بالإنجليزية: General Problem Solver) بدت الخوارزميات المستخدمة في التلاعب بالرموز واعدة أكثر في ذلك الوقت بصفتها وسيلة لتحقيق التفكير المنطقي الذي كان يُنظَر إليه في ذلك الوقت على أنه جوهر الذكاء، سواء كان طبيعيًا أو اصطناعيًا.
لم يبق الاهتمام بالبيرسيبترونات، التي اخترعها فرانك روزنبلات، حيًا إلا بفضل القوة المحضة لشخصيته. لقد تنبأ بتفاؤل بأن البيرسيبترون «قد يكون في النهاية قادرًا على التعلم واتخاذ القرارات وترجمة اللغات». انتهى البحث السائد في البيرسيبترونات جزئيًا لأن كتاب «البيرسيبترونات» الذي كتبه مارفن مينسكي وسيمور بابيرت عام 1969 أكّد على محدودية ما يمكن أن تفعله. لم يعرف أحد في ستينيات القرن العشرين كيفية تدريب البيرسيبترونات متعددة الطبقات في حين كان من المعروف بالفعل أنها لم تكن المقصودة بالنقد. كانت عملية الانتشار الخلفي لا تزال على بعد سنوات.
كان من الصعب العثور على تمويل رئيس لمشاريع مناهج الشبكات العصبية في السبعينيات وأوائل الثمانينيات. واستمر العمل النظري المهم مع نقص التمويل. وانتهى «شتاء» مناهج الشبكات العصبية في منتصف الثمانينيات، عندما أحيت أعمال جون هوبفيلد وديفيد روميلهارت وآخرين الاهتمام على نطاق واسع. ومع ذلك، لم يعش روزنبلات ليرى هذا، إذ توفي في حادث قارب بعد وقت قصير من نشر كتاب «البيرسيبترونات».